# Desierto de niebla

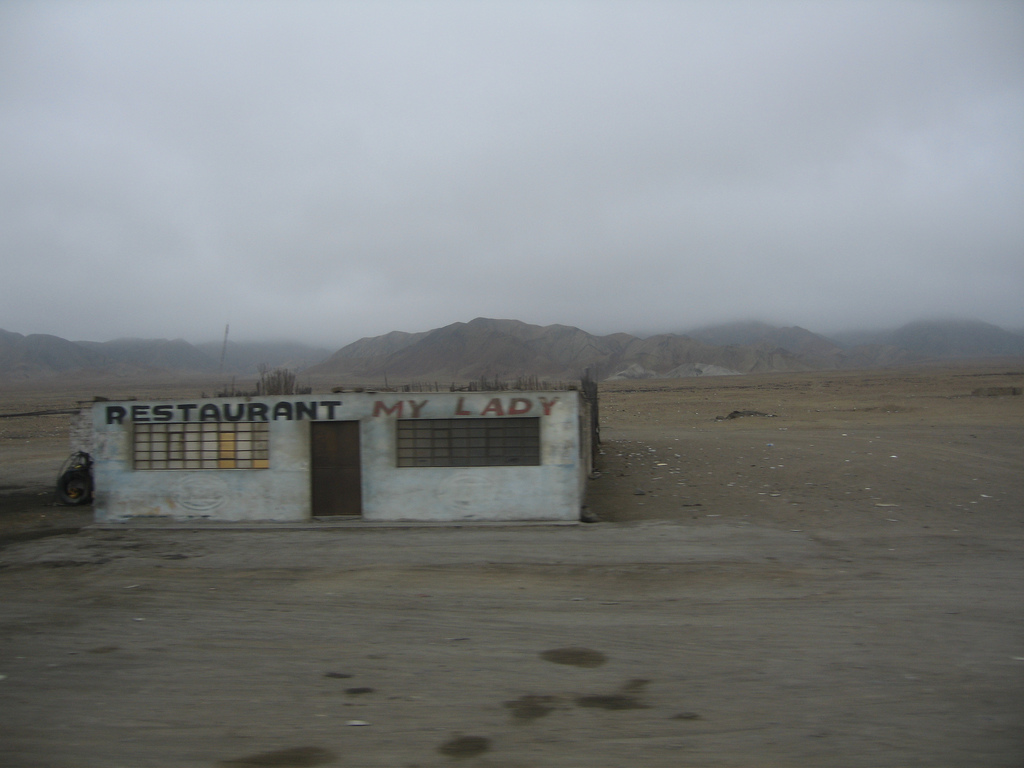
El desierto entre Lima y Trujillo, Perú.

Un desierto de niebla es un tipo de ecorregión terrestre en que hay un poco de lluvia pero mucha humedad en el aire, la suficiente para sostener la vida animal y vegetal.
Ejemplos de los desiertos de niebla incluye a Lima en Perú, la zona Jiddat en el área Harasis en Omán y Biosfera 2, una ecosfera artificial en Arizona.
Las pistas de vehículos se han demostrado afectadas con el crecimiento de líquenes en el Desierto Namib. La temperatura en las pistas es de 2 °C. Los resultados demuestran que la temperatura y la humedad del suelo del desierto son sensibles a cambios pequeños que tienen consecuencias ecológicas.